# Stary Targ (gmina)
Stary Targ est une gmina rurale du powiat de Sztum, Poméranie, dans le nord de la Pologne. Son siège est le village de Stary Targ, qui se situe environ 9 km à l'est de Sztum et 61 km au sud-est de la capitale régionale Gdańsk.
La gmina couvre une superficie de 141,04 km2 pour une population de 6 598 habitants en 2006.

## Géographie
La gmina inclut les villages de Brzozówka, Bukowo, Czerwony Dwór, Dąbrówka Malborska, Dziewięć Włók, Gintro, Grzymała, Igły, Jordanki, Jurkowice, Kalwa, Kątki, Klecewo, Kościelec, Krzyżanki, Łabuń, Lasy, Łoza, Malewo, Mleczewo, Nowy Targ, Olszówka, Osiewo, Pijaki, Pozolia, Ramoty, Śledziówka Mała, Śledziówka Wielka, Stary Dwór, Stary Targ, Szropy, Szropy Niziny, Szropy-Osiedle, Telkwice, Trankwice, Tropy Sztumskie, Tulice, Tulice Małe, Waplewko, Waplewo Wielkie, Waplewo-Osiedle et Zielonki.
La gmina borde les gminy de Dzierzgoń, Malbork, Mikołajki Pomorskie, Stare Pole et Sztum.